# Ödwang
Ödwang ist ein Dorf und ein Gemeindeteil der Gemeinde Osterzell im schwäbischen Landkreis Ostallgäu.

## Geografie
Ödwang liegt circa vier Kilometer südlich von Osterzell im Tal des Hühnerbachs.
Unmittelbar östlich erstreckt sich der Sachsenrieder Forst.

## Geschichte
Durch Ödwang verlief die Römerstraße von Kempten nach Epfach.
Das Dorf wurde um etwa 800 gegründet. Ödwang war zunächst lehensfrei, nur die Mühle im Dorf gehörte dem Kloster Kempten.
Ödwang kam vermutlich erst in der Mitte des 14. Jahrhunderts an die Herrschaft Kemnat.

## Sehenswürdigkeiten
In Ödwang befindet sich die katholische Kapelle Allerheiligen von 1660. Sie wurde vom Ödwanger Wirt Michael Zwick als Dank für Verschonung vor der Pest errichtet.